# 密葉紅豆杉
密葉紅豆杉（学名：Taxus fuana）又稱喜馬拉雅紅豆杉或喜馬拉雅密葉紅豆杉，是西喜马拉雅地区特有的红豆杉属常绿乔木。主要分布于阿富汗东部沿西喜马拉雅地区至中国西藏吉隆，以及印度北部与尼泊尔和巴基斯坦。
密葉紅豆杉受到《瀕危野生動植物種國際貿易公約》附錄二的保護。同时也是中国国家I级重点保护植物。